# Italia agli VIII Giochi paralimpici estivi
L'Italia partecipò agli VIII Giochi paralimpici estivi di Seul, in Corea del Sud, dal 17 al 24 ottobre 1988 con una delegazione di 96 atleti (69 uomini e 27 donne). Gli azzurri si aggiudicarono complessivamente 58 medaglie: 16 d'oro, 15 d'argento e 27 di bronzo.

## Medaglie

### Medagliere per discipline
| Discipline       | Oro | Argento | Bronzo | Totale |
| ---------------- | --- | ------- | ------ | ------ |
| Nuoto            | 5   | 5       | 11     | 21     |
| Atletica leggera | 5   | 4       | 11     | 20     |
| Tiro a segno     | 4   | 1       | 0      | 5      |
| Scherma          | 2   | 3       | 4      | 9      |
| Tiro con l'arco  | 0   | 1       | 1      | 2      |
| Judo             | 0   | 1       | 0      | 1      |
| Totale           | 16  | 15      | 27     | 58     |

### Medaglie d'oro
| Medaglia | Nome                                                            | Disciplina       | Evento                              |
| -------- | --------------------------------------------------------------- | ---------------- | ----------------------------------- |
| Oro      | Milena Balsamo Francesca Porcellato Tina Varano Sabrina Bulleri | Atletica leggera | 4×100 m staffetta classe 2-6        |
| Oro      | Sabrina Bulleri                                                 | Atletica leggera | 100 m classe 3                      |
| Oro      | Sabrina Bulleri                                                 | Atletica leggera | 200 m classe 3                      |
| Oro      | Francesca Porcellato                                            | Atletica leggera | 100 m classe 2                      |
| Oro      | Italo Sacchetto                                                 | Atletica leggera | Salto in alto B1                    |
| Oro      | Gabriele Celegato                                               | Tiro a segno     | Pistola ad aria classe 2-6          |
| Oro      | Santo Mangano                                                   | Tiro a segno     | Fucile ad aria 1A-1C                |
| Oro      | Santo Mangano                                                   | Tiro a segno     | Fucile ad aria                      |
| Oro      | Santo Mangano                                                   | Tiro a segno     | Fucile ad aria prono con Aids 1A-1C |
| Oro      | Ernesto Giussani                                                | Nuoto            | 50 m dorso 2                        |
| Oro      | Luca Pancalli                                                   | Nuoto            | 100 m stile libero 1C               |
| Oro      | Luca Pancalli                                                   | Nuoto            | 25 m rana 1C                        |
| Oro      | Luca Pancalli                                                   | Nuoto            | 50 m stile libero 1C                |
| Oro      | Alvise De Vidi                                                  | Nuoto            | 25 m farfalla 1C3                   |
| Oro      | Laura Presutto                                                  | Scherma          | Fioretto individuale 4-6            |
| Oro      | Luigi Zonghi                                                    | Scherma          | Spada individuale 1C-3              |

Oro
- 50 m dorso classe 2

### Medaglie d'argento
| Medaglia | Nome                                                        | Disciplina       | Evento                                 |
| -------- | ----------------------------------------------------------- | ---------------- | -------------------------------------- |
| Argento  | Fabio Amadi Giuseppe Gabelli Giuliano Koten Orazio Pizzorni | Tiro con l'arco  | Doppio FITA round a squadre classe 2-6 |
| Argento  | Claudio Costa                                               | Atletica leggera | 800 m B1                               |
| Argento  | Rossella Inverni                                            | Atletica leggera | 800 m B1                               |
| Argento  | Rossella Inverni                                            | Atletica leggera | 1500 m B1                              |
| Argento  | Francesca Porcellato                                        | Atletica leggera | 200 m classe 2                         |
| Argento  | Walter Monti                                                | Judo             | pesi sopra i 95 kg                     |
| Argento  | Rita Pieri                                                  | Tiro a segno     | fucile ad aria prono classe 2-6        |
| Argento  | Ernesto Giussani                                            | Nuoto            | 50 m dorso classe 2                    |
| Argento  | Stefano Giovanetti                                          | Nuoto            | 100 m rana A52                         |
| Argento  | Luca Pancalli                                               | Nuoto            | 25 m dorso 1C                          |
| Argento  | Gianluca Saini                                              | Nuoto            | 100 m stile libero L6                  |
| Argento  | Gianluca Saini                                              | Nuoto            | 200 m individuali misti L6             |
| Argento  | Mariella Bestini                                            | Scherma          | Spada individuale 1C-3                 |
| Argento  | Soriano Ceccanti                                            | Scherma          | Spada individuale 1C-3                 |
| Argento  | Rossana Giarrizzo Laura Presutto Mariella Bertini           | Scherma          | Fioretto a squadre                     |

### Medaglie di bronzo
| Medaglia | Nome                                                                 | Disciplina       | Evento                     |
| -------- | -------------------------------------------------------------------- | ---------------- | -------------------------- |
| Bronzo   | Paola Fantato                                                        | Tiro con l'arco  | Doppio FITA round 2-6      |
| Bronzo   | Carmelo Addaris Gennaro Misto Rodolfo Rossi Alvise De Vidi           | Atletica leggera | 4×100 m staffetta 1A-1C    |
| Bronzo   | Carmelo Addaris                                                      | Atletica leggera | 5000 m 1C                  |
| Bronzo   | Carmelo Addaris                                                      | Atletica leggera | Slalom 1C                  |
| Bronzo   | Milena Balsamo Sabrina Bulleri Francesca Porcellato Cinzia Pozzoboni | Atletica leggera | 4×200 m staffetta 2-6      |
| Bronzo   | Milena Balsamo Francesca Porcellato Cinzia Pozzoboni Tina Varano     | Atletica leggera | 4×400 m staffetta 2-6      |
| Bronzo   | Claudio Costa                                                        | Atletica leggera | 400 m B1 maschili          |
| Bronzo   | Paolo D'Agostini                                                     | Atletica leggera | Lancio della clava 1A      |
| Bronzo   | Rossella Inverni                                                     | Atletica leggera | 100 m B1 femminili         |
| Bronzo   | Rossella Inverni                                                     | Atletica leggera | 400 m B1 femminili         |
| Bronzo   | Alessandro Kuris                                                     | Atletica leggera | Pentathlon A4-A9           |
| Bronzo   | Giovanni Loiacono                                                    | Atletica leggera | Disco C5                   |
| Bronzo   | Aldo Manganaro                                                       | Atletica leggera | 100 m B3                   |
| Bronzo   | Renato Misurini                                                      | Atletica leggera | Pentathlon classe 3        |
| Bronzo   | Corrado Daglio                                                       | Nuoto            | 100 m dorso B1             |
| Bronzo   | Maurizio Galliani                                                    | Nuoto            | 3×25 m stile libero 1A-1C  |
| Bronzo   | Maurizio Galliani                                                    | Nuoto            | 100 m stile libero 1A      |
| Bronzo   | Maurizio Galliani                                                    | Nuoto            | 50 m stile libero 1A       |
| Bronzo   | Stefano Giovanetti                                                   | Nuoto            | 100 m stile libero A5      |
| Bronzo   | Ernesto Giussani                                                     | Nuoto            | 200 m stile libero 2       |
| Bronzo   | Ernesto Giussani                                                     | Nuoto            | 50 m rana 2                |
| Bronzo   | Luca Pancalli                                                        | Nuoto            | 3×25 m stile libero 1A- 1C |
| Bronzo   | Alessandro Pisetta                                                   | Nuoto            | 100 m dorso L6             |
| Bronzo   | Gianluca Saini                                                       | Nuoto            | 400 m stile libero L6      |
| Bronzo   | Franco Scotto                                                        | Nuoto            | 3×25 m stile libero 1A- 1C |
| Bronzo   | Giuseppe Alfieri Soriano Ceccanti Luigi Zonghi Umberto Mastrofini    | Scherma          | Fioretto a squadre         |
| Bronzo   | Rossana Giarrizzo                                                    | Scherma          | Fioretto individuale 4-6   |
| Bronzo   | Ernesto Lerre Umberto Mastrofini Pierino Scarsella Giuseppe Alfieri  | Scherma          | Sciabola a squadre         |
| Bronzo   | Carlo Loa Luigi Zonghi Ernesto Lerre Soriano Ceccanti                | Scherma          | Spada a squadre            |

### Plurimedagliati
| Nome            | Disciplina       | Oro | Argento | Bronzo | Totale |
| --------------- | ---------------- | --- | ------- | ------ | ------ |
| Luca Pancalli   | Nuoto            | 3   | 1       | 1      | 5      |
| Sabrina Bulleri | Atletica leggera | 3   | 0       | 1      | 4      |
| Santo Mangano   | Tiro a segno     | 3   | 0       | 0      | 3      |